# Kövér István
Kövér István (néhol Ákontz-Kövér István, örmény nevén Amira Acontius, Gyergyószentmiklós, 1740. november 20. – Velence, 1824. január 29.) örmény származású erdélyi egyházi író, főapát, címzetes érsek.

## Élete
Az erdélyi örmény nemesi Kövér család leszármazottja. Ősei vezetékneve Acontius (magyarosan Ákontz) volt. Ősei Nagy-Örményországból, egy földrengés következtében elpusztult szülőhelyükről 1330 körül a Krím-félszigetre, majd 1654-ben Moldvába, azután Erdélybe települtek. Acontius ősei Erdélyben a Kövér nevet vették fel, és hamarosan nemességet is nyertek. Acontius a keresztségben az Amira nevet kapta.
A mechitarista rend az 1750-es években több hitszónokát is kiküldte Erdélybe. Az egyikük, Pater Károly Ebesfalván, Acontius és szülei akkori lakóhelyén kezdett térítésbe. Pater akkora hatást gyakorolt az akkor alig 17 éves fiúra, hogy az a mechitarista papi hivatás mellett döntött. Károly atyát a rend központjába, Velencébe visszakísérte, ahol István főapát vette fel, aki után maga is az István szerzetesi nevet vette fel. Középiskolai tanulmányait a velencei örmény gimnáziumban végezte. 1758. augusztus 22-én tette le szerzetesi esküjét és 1763. október 27-én szentelték pappá. Ekkoriban a teológiai tudományokon kívül, amelyeknek tudora lett, a filológiával és bölcselettel foglalkozott. 1770-ben a kollégium igazgatójává nevezték ki. Maga elé az örmény irodalom újjáalkotását tűzte ki céljául, melynek érdekében megtanult örményül. 1785-ben a főapát helyettesévé választották, ami mellett folytatta tudományos munkásságát is. Még ebben az évben általános földrajzi leírást adott ki örmény nyelven, amelyhez Büsching szolgált mintául; összesen 11 kötetet rendezett sajtó alá. A keleti leírások egy része, melyeket Konstantinápolyba küldött bírálatra, egy helyi tűzben elégtek. 1766-ban érkezett Velencébe Simon Lourdet francia pap, a keleti nyelvek tanára a haicán, vagyis az örmény irodalom tanulmányozására. A főapát e vendég vezetését Acontiusra bízta; a három évnyi közös munka eredménye egy latin–örmény szótár kézirata lett, melyet Simon magával vitt, hogy kinyomtassa, azonban az iromány még kiadása előtt, 1789-ben elveszett.
A napóleoni háborúk kitörésekor a rend Erdélybe, Erzsébetvárosba (az erdélyi örménység egyik jelentős településére) küldte téríteni. Itt 1799-ig élt, amikor I. István főapát haláláról értesült, és az új apát választására Velencébe hívták. Miután megérkezett, 1800. november 10-én a kongregáció tagjai őt választották meg egyhangúlag, II. István néven főapáttá. VII. Piusz pápa 1804-ben sunnai érsekké nevezte ki és szentelte fel. I. Napóleon császár Velence elfoglalása után, 1810-ben a rendet nem oszlatta fel, hanem az Örmények Tudományos Akadémiájának ismerte el; ilyen minőségben is működik ma is.
Kövér István új szerzetházat létesített Asztrahánban, Isztambulban és Rómában is és bővítette az erzsébetvárosit. Közbenjárására építette föl a londoni örmény A. Raphael az erzsébetvárosi örmény katolikus algimnáziumot. Földrajzi munkájában az erdélyi örmények történetét is megírta.

## Munkái (örmény nyelven)
- Retorika az örmény nyelv pallérozására. Venezia, 1775
- Általános földrajz (11 kötet) Venezia, 1802–08
- Ószövetség (4 kötet), Újszövetség (3 kötet); fordítás és jegyzetek; Venezia, 1810